# Herberg Sint Godelieve
Herberg Sint Godelieve  is een beeldbepalend horecapand in Gistel, in de Belgische provincie West-Vlaanderen. Het bouwkundig erfgoed is grotendeels 17e-eeuws, maar tevoren is hier ook al een herberg en uitspanning met deze naam geweest. Ook benamingen als Godelieveherberg en De Godelieve worden gebruikt.

## Ligging en belang
Historisch gezien is Gistel georiënteerd op de oost-west-verbinding Brugge–Nieuwpoort. Komend van Brugge splitst de Brugse baan zich midden in Gistel: vanaf de Markt loopt een noordelijke tak naar het westen, terwijl de andere tak afbuigt naar het zuidwesten. De Tempelhofstraat, waar de herberg ligt, maakt deel uit van de noordelijke tak.

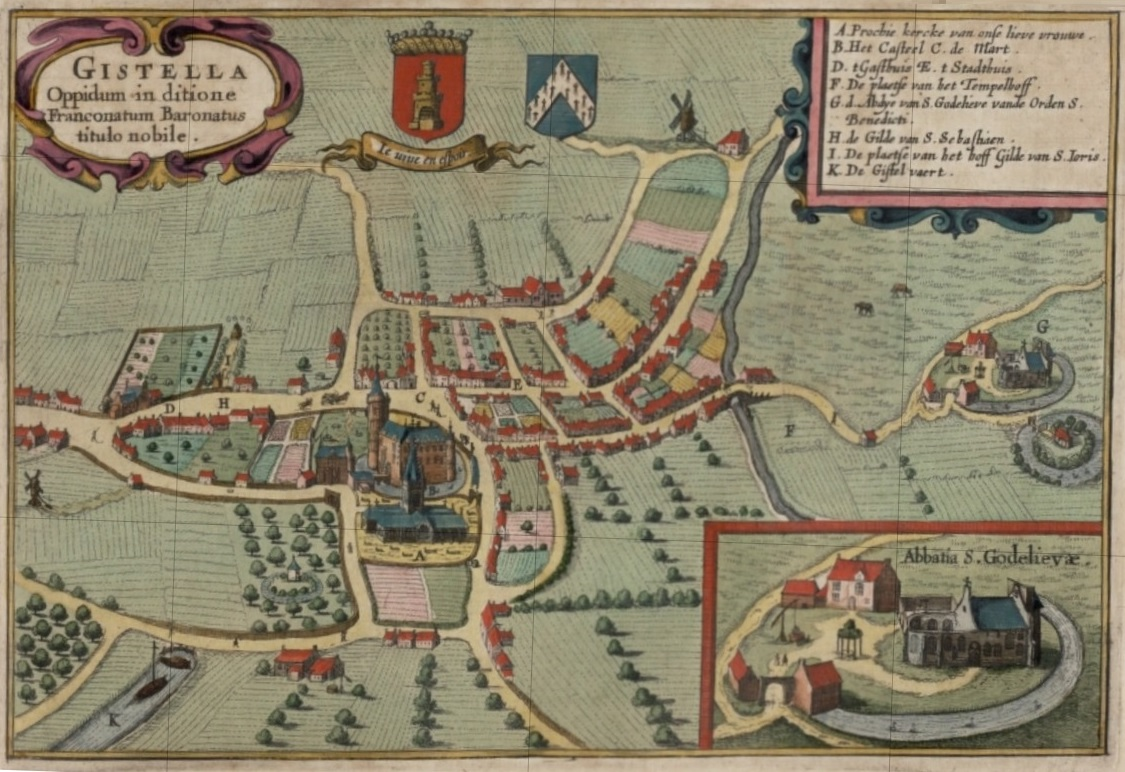
Gistel in de Flandria illustrata (1641). Het noorden is beneden. Rechts, dus aan de westkant, ligt de vervallen Godelieve-abdij. Waar de weg naar Gistel de stadsgracht (Stede Fosseyt) kruist, staat een lang, wit gebouw getekend op de plaats van de huidige herberg.

De oudst bekende vermelding is van 1587: een herberghe, genaempt Sinte Godelieve, west van de kerk, een hoekhuis met zijn noordzijde aan de straat die loopt naar het Sint Godelieveklooster. Dat is dezelfde locatie als tegenwoordig, op de T-kruising met de de Donckerstraat. Destijds was dat net buiten de wallen, zodat men de stad geen accijns op bier verschuldigd was. De stadsgracht liep langs de oostkant van de herberg. Deze is op de Ferrariskaart te zien en is nog herkenbaar aan een wandel- en fietspad dat van de de Donckerstraat naar het noorden loopt. Verder oostelijk, binnen de wallen, lag fijn verkavelde landbouwgrond die zich uitstrekte tot aan de Onze-Lieve-Vrouw-Tenhemelopnemingskerk.
De Ferrariskaart, uit de jaren 1770, toont de herberg op een verder onbebouwd perceel met een noord-zuid-diagonaal van 220 meter, veel grootschaliger dan de percelen bij de Markt, die zestig meter maten. Heel grof genomen komt dit overeen met het gebied dat omsloten wordt door de Tempelhofstraat, de de Donckerstraat, de Congostraat en de N367 (Stationsstraat), maar het oude perceel was meer rechthoekig. 
Tegenwoordig ligt de herberg vrij centraal in Gistel, maar de Tempelhofstraat was toen de belangrijkste uitvalsweg naar het westen. De weg is genoemd naar de Tempelhof van de Tempeliers, die eveneens net buiten de westelijke stadswallen lag. Ook reizigers naar de Abdij Ten Putte (het Godelieveklooster) gebruikten de route.
In 1578 werd de abdij verwoest door geuzen en de zusters ontvluchtten de godsdiensttwisten; pas veel later vestigden zij in Brugge een nieuwe Sint-Godelieveabdij. Toch was er voldoende aanloop om een nieuw pand op te trekken, blijkens een jaarsteen moet dat in 1654 geweest zijn; ook het gebint wijst op de tweede helft van de 17e eeuw. Minstens sinds de restauratie in de jaren 2010 geven de muurankers echter 1616 aan. In de Flandria illustrata uit 1641 staat een lang gebouw getekend met dezelfde opzet als het huidige, zie de afbeelding. 
Gistel bleef een bedevaartsplaats voor Sint Godelieve, die volgens de hagiografie bij Ten Putte vermoord werd. De Sint-Godelieveprocessie, die jaarlijks in juli door Gistel naar de kerk trekt, passeert ook de herberg. In de loop van de tijd verloor de westelijke route langs De Godelieve naar Brugge haar belang deels aan de zuidwestelijke route die voor de paardenpost gebruikt werd. 
Tot het beschermd erfgoed behoren ook twee haakse aanbouwen aan de achterzijde: de bijkeuken met privaat ter hoogte van de vierde en vijfde travee en het stalgebouw aan de de Donckerstraat. In de Atlas der Buurtwegen (circa 1843) is de plattegrond nagenoeg hetzelfde als in 2025. De stal is vermoedelijk begin 19e eeuw gebouwd, maar kwam pas in 1862 in dezelfde hand als het hoofdgebouw en is toen omgevormd tot stalling. De Ferrariskaart toont al een vergelijkbare plattegrond; deze mist overigens de bocht in de Hoogstraat/Tempelhofstraat en situeert het complex tientallen meters zuidelijker.
De ingebruikname van Spoorlijn 63 (Oostende–Torhout–Ieper–Armentières) in 1868 en 1873 maakte uitspanningen goeddeels overbodig: de oude wegen, die aangelegd waren om steden te verbinden, verloren die functie door de industriële revolutie en werden meer toevoerwegen voor de arbeiders die naar het station of de fabriek gingen. Dit gold ook voor de Tempelhofstraat, waar lintbebouwing van arbeiderswoningen ontstond. Over de lotgevallen van De Godelieve in deze periode is de documentatie schaars. 

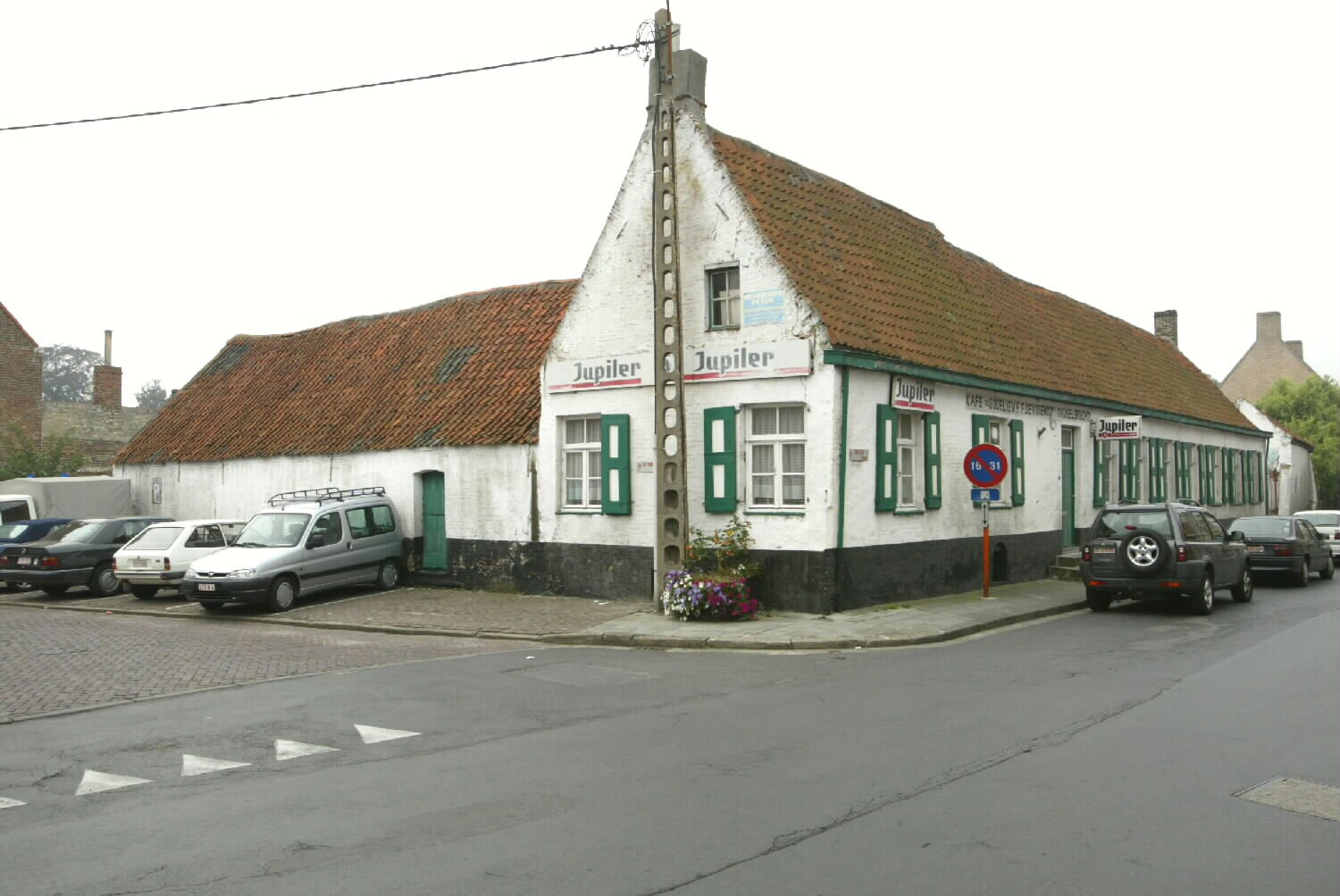
2002. De doorgaande weg is de Tempelhofstraat, links de de Donckerstraat.

## Beschermwaardigheid
Het pand wordt sinds 11 juli 2001 om zijn historische waarde beschermd door Onroerend Erfgoed. Van de bouwhistorie is weinig bekend, maar veel elementen zijn nog oorspronkelijk. Het ensemble is beeldbepalend met zijn vrije ligging op de kruising en is representatief voor de landelijke, traditionele architectuur van de kuststreek. Het heeft een karakteristiek lange herbergbouw in witgekalkte bakstenen op een gepekte plint, het geheel gedekt door een zadeldak met Vlaamse pannen. Vier van de tien traveeën zijn onderkelderd. Het interieur heeft traditionele elementen en karakteristiek houtwerk bewaard en is gedekt met de oorspronkelijke balklaag met moer- en kinderbalken. Ook de dakconstructie is nog goeddeels 17e-eeuws.

## Gebruik en aanpassing
Sint Godelieve was in de 17e eeuw een drukbezochte herberg. Het pand heeft een historie als uitspanning en had als zodanig veel ruimte nodig voor paarden en wagens. 
Begin 21e eeuw werd het pand met het omliggende perceel gekocht door woningbouwvereniging Eigen Haard is Goud Waard om er een beschermde woonomgeving in te richten. In 2002 opende de Vlaams Bouwmeester een inschrijving voor de inrichting van het perceel. Witherford Watson Mann Architects kreeg de opdracht om het pand van binnen en van buiten te restaureren. Het werk omvatte tevens het opleveren van minstens twaalf woningen bij de herberg, voor het merendeel door nieuwbouw en deels door renovatie. Ertussen moest een vrij toegankelijke ruimte ontstaan. Daartoe werden op het ruime achtererf aan de zuid- en westzijde wooneenheden gebouwd, die zich langs een L-vormige tussenruimte om het historische pand heen draperen.
Aan de hand van een restauratiedossier van LMS Vermeersch uit 2009 werd het pand in opdracht van de stad opgeknapt en geschikt gemaakt voor horeca. Landschapsarchitect Paul Deroose verzorgde de herinrichting van de omgeving. In 2011 reserveerde Geert Bourgeois,  toenmalig Vlaams minister voor onroerend erfgoed, een kleine 300.000 euro voor restauratie en herstel van de horecafunctie, met de opzet te komen tot een combinatie van café, tearoom en beperkte eetgelegenheid. Begin 2014 hernam het pand zijn horecafunctie onder de naam Spijshuis Godelieve.
| De historische herberg ligt langs de zuidkant van de Tempelhofstraat (N367c), haaks daarop de 19e-eeuwse stal. Achter het tussenpad is het perceel deels ingericht met 21e-eeuwse woningen. | Ligging binnen Gistel. |